# 德米特里·皮罗格
德米特里·尤里耶维奇·皮罗格（羅馬化：Dmitriy Yur'yevich Pirog；1980年6月27日—）是俄罗斯政治人物和前职业拳击手。他于2005年至2012年参加拳击比赛，并于2010年至2012年夺得世界拳击组织中量级冠军。尽管他的职业生涯因严重的背部受伤而被迫中断，但他是少数几位赢得世界冠军并以不败战绩退役的职业拳击手之一

## 早年生活
八岁时，皮罗格就成为一名热衷于国际象棋的棋手，并在俄罗斯捷姆留克镇赢得了一些比赛。然而，他很快就觉得自己没有从国际象棋中获得足够的活动量，并决定寻求一项运动。在当地的健身房里，他发现了拳击运动，并开始成为业余拳击手，搬到了克拉斯诺达尔市。在他业余生涯的早期阶段，他没有教练，而是仔细研究了舒格·雷·伦纳德和后来的小弗洛伊德·梅威瑟的VHS录像带，这严重影响了他的风格。在他的业余职业生涯中，皮罗格声称赢得了200场比赛，输了30场，这些比赛都为他进入职业队伍做好了准备。

## 政治生涯
2017年3月，皮罗格代表统一俄罗斯党取代亚历山大·梅特金进入国家杜马。

### 制裁
皮罗格于2022年因俄乌战争而受到英国政府和美国财政部制裁。